# Imbolc
Imbolc ili Imbolg, drevni keltski praznik kojim se na prostoru Irske i Škotske slavilo 1. veljače, odnosno pola puta između zimskog suncostaja i proljetne ravnodnevnice te povratak Sunca i nastupanje proljeća. Danas je novopoganski praznik koji se slavi od noći 1. veljače do noći 2. veljače, a štuju ga i svetkuju sljedbenici Wicce i drugih novopoganskih religija. Smatra se drugim sabatom u wiccanskom kolu godine i za wiccane je vrijeme zahvale za povećanje sunčeve svjetlosti, jer Mladi bog počinje dobijati na svojoj snazi, a Božica se počinje oporavljati od rođenja boga kojeg je rodila tijekom svetkovine Jula.
Jedan je od četiri glavna gelska sezonska praznika uz Beltane, Lughnasadh i Samhain. Svetkovina je bila povezana s poganskom božicom Brigidom (Brigitom) te je u procesu pokrštavanja Britanskog Otočja uveden kršćanski blagdan svete Brigite Irske koji se slavi na isti dan. Poznat je i po imenima Brigitin Dan, Svijećnica i Gozba baklji.